# Норборнан
Норборнан (норкамфан, бицикло[2.2.1]гептан — бициклический углеводород. Является структурным фрагментом молекул борнеола и камфоры.

## Свойства
Норборнан — кристаллическое вещество, содержащее в своей молекуле два цикла. Циклогексановое кольцо в молекуле построено в виде ванны, вследствие наличия второго цикла приводит к появлению в молекуле больших напряжений (60,5 кДж/моль). Вступает в стереоспецифические ионные и радикальные реакции замещения с образованием исключительно экзо-производных, например, с сульфурилхлоридом и диметилсульфатом образует 2-экзо-хлорнорборнан, с оксалилхлоридом и бензоилпероксидом и далее с метанолом — экзо-бицикло[2.2.1]гептан-2-карбоновую кислоту.
Норборнан может также вступать в реакции перегруппировки углеродного скелета — камфеновые перегруппировки.

## Получение и применение
Норборнан и его производные синтезируют из норборнена и норборнадиена гидрированием. Норборнен используют в лабораторной практике для исследования стереохимии и механизмов реакций.